# Jelizaveta Grigorieva Temkina
Jelizaveta Grigorievna Temkina, rusky: Елизаве́та Григо́рьевна Тёмкина (24. července 1775 – 6. června 1854) byla údajně nelegitimní dcerou carevny Kateřiny Veliké a jejího milence Grigorije Alexandroviče Potěmkina.
Podle několika historických svědectví a rodinných legend, které však nikdy nebyli oficiálně zdokumentovány a nejsou vedeny v žádných evidencích, byli její rodiče tajně oddáni. V roce 1775 se v Potěmkinově domě objevilo malé děvče v kojeneckém věku, které bylo pojmenováno Jelizaveta Grigorieva Temkina (její příjmení má připomínat Potěmkina). Děvče bylo porozeno tajně, ale podle dvorních pomluv jeho matkou byla carevna Kateřina, ačkoliv dnes je to považováno za nepravděpodobné. Jelizaveta byla vychována v rodině Samojlových a nikdy nebyla carevnou Kateřinou uznána za svou dceru.